# 1113

## Události
- založen cisterciácký klášter La Ferté

## Narození
- 24. srpna – Geoffroy V. z Anjou, hrabě z Maine, z Anjou a z Touraine a normandský vévoda († 1151)
- ? – Izák Komnenos, byzantský princ († 1154)
- ? – Ramon Berenguer IV. Barcelonský, barcelonský hrabě († 6. srpna 1162)

## Úmrtí
- 5. ledna – Oldřich Brněnský, brněnský a znojemský údělný kníže (* ?)
- 13. dubna – Ida z Boulogne, hraběnka z Boulogne (* 1040?)
- 4. srpna – Gertruda Saská, hraběnka holandská a flanderská (* 1028/1030 ?)
- 10. prosince – Ridván z Aleppa, seldžucký emír (* ?)

## Hlavy států
- České knížectví – Vladislav I.
- Svatá říše římská – Jindřich V.
- Papež – Paschalis II.
- Anglické království – Jindřich I. Anglický
- Francouzské království – Ludvík VI. Francouzský
- Polské knížectví – Boleslav III. Křivoústý
- Uherské království – Koloman
- Byzantská říše – Alexios I. Komnenos
- Jeruzalémské království – Balduin I.